# Aranda\Lasch
Vous pouvez aider à l'améliorer ou bien discuter des problèmes sur sa page de discussion.
- Son contenu est rédigé entièrement ou presque à partir d'une seule source. N'hésitez pas à modifier cet article pour améliorer sa vérifiabilité en apportant de nouvelles références dans des notes de bas de page. (Marqué depuis octobre 2024)
- Certaines informations devraient être mieux reliées aux sources mentionnées dans la bibliographie ou les liens externes. Améliorez sa vérifiabilité en les associant par des références. (Marqué depuis octobre 2024)
- Son ton est trop élogieux, voire hagiographique. Le texte doit adopter un ton neutre et encyclopédique (aide). (Marqué depuis octobre 2024)

- Archive Wikiwix
- Bing
- Cairn
- DuckDuckGo
- E. Universalis
- Gallica
- Google
- G. Books
- G. News
- G. Scholar
- Persée
- Qwant
- (zh) Baidu
- (ru) Yandex
- (wd) trouver des œuvres sur Wikidata

L'agence Aranda\Lasch est une agence d'architecture new-yorkaise formée par l'association de Benjamin Aranda et de Chris Lasch en 2003.

## Biographie

### Benjamin Aranda
Benjamin Aranda née en 1973.

### Chris Lasch
Chris Lasch né en 1972.
Ils sont tous les deux diplômés de l’université de Californie, en 1999, et donnent des conférences sur la conception de l'espace. Ils diffusent également leur manière de penser en enseignant dans les écoles d’architectures.

## Association
En 2003, Benjamin Aranda et Chris Lasch décident de s'associer pour fonder leur atelier de création architecturale, sous le nom de Aranda\Lasch.

## Réalisations et démarches
Leur atelier prend la forme d’un studio de recherches expérimentales, concernant l’innovation dans le domaine du bâtiment, mais également du design. 
Ils élaborent leurs projets à partir d’un processus informatique complexe leur permettant de mettre en relation la structure de leurs conceptions et l’espace.
Leur pensée de l’espace les amène à créer des formes géométriques. À chaque projet correspond une matière qualifiant l’espace singulièrement. Ce travail de formes, se traduit par l’accumulation de pièces telles des molécules.
Ils ont une méthode de conception de l’espace bien à eux, en passant par des installations pour construire des bâtiments.
En 2008, ils sont missionnés pour travailler avec le MOMA pour y réaliser une installation à grande échelle. 
En 2010, ils participent à la biennale de Venise avec Nathan Browning de IPC Island Planning Corporation, en créant une série de sculptures intérieures et extérieures nommées "Modern Primitive". Ces sculptures reprennent l'idée de la construction architecturale d'un bâtiment par son assemblage dans l'espace.

### The Morning Line
The Morning Line est le résultat d’une collaboration de 3 ans entre les architectes Aranda\Lasch et l’artiste Matthew Ritchie. Ensemble, ils travaillent sur une vision de l’univers, qu’ils tentent de dessiner selon les lois de physiciens et cosmologistes actuels que sont Paul Steinhardt et Neil Turok.
Il s’agit d’une intervention architecturale sur l’espace public, entièrement modulable et démontable. La forme et les géométries sont principalement pensées par le dessin.
Les dimensions de l’installation sont colossales, 10mètres de haut, 20mètres de long et 20 tonnes d’aluminium peint en noir.
The Morning Line traduit un lieu pouvant exister après la fin de l’humanité selon ses concepteurs. C’est pour cela, qu’ils recommandent de penser à un moment futur en le regardant.
C’est une installation interactive, comprenant en son intérieur, 50 capteurs de mouvements humains, les réinterprétant en musique et en histoires propres à chaque visiteur. Ce processus a été mis au point par le centre de recherches de l’université de New York. 
L’œuvre regroupe le travail d’artistes, architectes, ingénieurs, physiciens et musiciens.
L’installation a eu lieu à Séville lors de la biennale d’art contemporain de Séville, à Istanbul en 2010 ainsi qu’à Vienne en 2011.

## Principales installations
- BPP Brooklyn (2004)
- Camouflage View Metis, Canada (2005)
- Tooling, Columbus, Ohio, New York, Marseille (2006)
- Peninsulas, New York (2006)
- Baskets, New York (2006)
- Color Shift, Long Island , (2007)
- Aggregations, Miami, 2008
- The midnight Line, Reykjavik, Iceland (2008)
- Rules of Six, New York , 2008)
- The Evening Line, Venise (2008)
- The Morning Line, Séville, 2008)
- Modern Primitives, Venise, (2010)
- Modern Primitives, Miami, (2010)
- The Morning Line Istanbul, istanbul, (2010)
- The Morning Line Vienne Vienne, (2011)